# Robert Gemmel
Robert Gemmel (* 7. Dezember 1947 in Putlitz, Kreis Westprignitz) ist ein deutscher Politiker (SPD).

## Leben und Beruf
Nach der Schule machte Gemmel von 1966 bis 1970 eine Ausbildung zum Industrieschmied. Zwischen 1970 und 1990 arbeitete er als Werkstoffprüfer. Im Jahr 1990 wurde er Betriebsratsvorsitzender des Zahnradwerks Pritzwalk. Von 1994 bis 1999 war er als Geschäftsführer der Arbeitsförderungsgesellschaft Pritzwalk mbH tätig, in den Jahren 1997 und 1998 war er auch Geschäftsführer der Kartoffel- & Gemüseveredlung Prignitzland GmbH. 2000 wurde er Vorsitzender der Regionalförderung Prignitzland e. V. Gemmel ist verheiratet und hat zwei Kinder.

## Politik
Gemmel war von 1990 bis 1993 Mitglied des Kreistages Pritzwalk, dann bis 1994 des Kreistages Prignitz. Bei der Landtagswahl 1994 wurde Gemmel im Wahlkreis 2 (Prignitz II) als Direktkandidat der SPD in den brandenburgischen Landtag gewählt. Bei der Wahl 1999 konnte er seinen Erfolg wiederholen und zog ein weiteres Mal in den Landtag ein. Bei der Landtagswahl im Jahr 2004 unterlag er gegen den PDS-Kandidaten Wolfgang Gehrcke-Reymann. Gemmel war Abgeordneter vom 11. Oktober 1994 bis zum 13. Oktober 2004. Im Landtag war er Mitglied des Ausschusses für Umwelt, Naturschutz und Raumordnung (ab 1999 Landwirtschaft, Umweltschutz und Raumordnung); dem Ausschuss für Wirtschaft, Mittelstand und Technologie gehörte er bis 1999 an, im Ausschuss für Wirtschaft war Gemmel dann von 1999 bis 2003 stellvertretendes Mitglied.